# Міхаела Паштікова
Міхаела Паштікова (чеськ. Michaela Paštiková; нар. 27 березня 1980) — колишня чеська тенісистка.
Найвищу одиночну позицію світового рейтингу — 89 місце досягла 31 січня 2005, парну — 35 місце — 25 липня 2005 року.
Здобула 8 одиночних та 1 парний титул.
Найвищим досягненням на турнірах Великого шолома було 2 коло в одиночному та парному розрядах.
Завершила кар'єру 2014 року.

## Фінали турнірів WTA

### Парний розряд: 4 (1–3)
| Легенда            |
| ------------------ |
| Великий Шлем (0–0) |
| Tier I (0–0)       |
| Tier II (0–0)      |
| Tier III (0–1)     |
| Tier IV & V (1–2)  |

| Результат | Дата     | Турнір                                                     | Покриття | Партнерка            | Суперниці                             | Рахунок          |
| --------- | -------- | ---------------------------------------------------------- | -------- | -------------------- | ------------------------------------- | ---------------- |
| Поразка   | Лип 1998 | Prague Open, Чехія                                         | Ґрунт    | Квета Пешке          | Сільвія Фаріна-Елія Каріна Габшудова  | 6–2, 1–6, 1–6    |
| Перемога  | Кві 1999 | 1999, Хорватія                                             | Ґрунт    | Єлена Костанич-Тошич | Меган Шонессі Андрея Ванк             | 7–5, 6–7(1), 6–2 |
| Поразка   | Січ 2005 | Richard Luton Properties Canberra International, Австралія | Тверде   | Габріела Хмелінова   | Татьяна Гарбін Тіна Кріжан            | 5–7, 6–1, 4–6    |
| Поразка   | Лип 2005 | Internazionali di Modena 2005, Італія                      | Ґрунт    | Габріела Хмелінова   | Юлія Бейгельзимер Мервана Югич-Салкич | 2–6, 0–6         |

## Фінали ITF
| турніри $100,000 |
| турніри $75,000  |
| турніри $50,000  |
| турніри $25,000  |
| турніри $10,000  |

### Одиночний розряд: 13 (8–5)
| Результат | Ранг | Дата              | Турнір                    | Покриття   | Суперниця                  | Рахунок       |
| --------- | ---- | ----------------- | ------------------------- | ---------- | -------------------------- | ------------- |
| Перемога  | 1.   | 15 вересня 1996   | ITF Задар, Хорватія       | Ґрунт      | Магдалена Зденовкова       | 4–6, 6–3, 6–3 |
| Перемога  | 2.   | 29 червня 1997    | ITF Пльзень, Чехія        | Ґрунт      | Катержина Шишкова          | 6–2, 6–7, 6–4 |
| Поразка   | 1.   | 8 грудня 1997     | ITF Острава, Чехія        | Килим (i)  | Катаріна Студенікова       | 3–6, 3–6      |
| Перемога  | 3.   | 31 травня 1998    | ITF Варшава, Польща       | Ґрунт      | Роса Марія Андрес Родрігес | 7–5, 6–3      |
| Поразка   | 2.   | 7 червня 1999     | ITF Галатіна, Італія      | Ґрунт      | Роса Марія Андрес Родрігес | 1–6, 1–6      |
| Поразка   | 3.   | 25 вересня 2000   | ITF Верона, Італія        | Ґрунт      | Алена Вашкова              | 3–6, 0–6      |
| Перемога  | 4.   | 2 лютого 2003     | ITF Рокфорд, США          | Тверде (i) | Петра Рампре               | 6–3, 3–6, 6–4 |
| Перемога  | 5.   | 23 лютого 2003    | ITF Колумбус, США         | Тверде (i) | Терін Ешлі                 | 3–6, 7–5, 7–5 |
| Перемога  | 6.   | 16 березня 2003   | ITF Каунас, Литва         | Килим (i)  | Магдалена Зденовкова       | 6–3, 6–3      |
| Поразка   | 4.   | 16 червня 2003    | ITF Горіція, Італія       | Ґрунт      | Каталіна Кастаньйо         | 6–7, 4–6      |
| Поразка   | 5.   | 25 липня 2004     | ITF Інсбрук, Австрія      | Ґрунт      | Кірстен Фліпкенс           | 2–6, 3–6      |
| Перемога  | 7.   | 21 листопада 2004 | ITF Прага, Чехія          | Тверде (i) | Сандра Клезель             | 6–3, 6–2      |
| Перемога  | 8.   | 30 вересня 2007   | ITF Подгориця, Чорногорія | Ґрунт      | Мартина Суха               | 5–7, 7–5, 7–6 |

### Парний розряд: 45 (19–26)
| Результат | Ранг | Дата              | Турнір                       | Покриття   | Партнерка            | Суперниці                                       | Рахунок             |
| --------- | ---- | ----------------- | ---------------------------- | ---------- | -------------------- | ----------------------------------------------- | ------------------- |
| Поразка   | 1.   | 23 червня 1996    | ITF Старі Сплави, Чехія      | Ґрунт      | Нікола Гюбнерова     | Людмила Черванова Міхаела Гасанова              | 7–6(7), 6–7(1), 5–7 |
| Поразка   | 2.   | 12 серпня 1996    | ITF Ломар, Німеччина         | Ґрунт      | Їтка Схенфельдова    | Яна Поспішилова Алена Вашкова                   | 7–6(1), 3–6, 3–6    |
| Поразка   | 3.   | 8 грудня 1997     | ITF Вітковиці, Чехія         | Килим (i)  | Лібуше Прушова       | Магдалена Кучерова Габріела Кучерова            | 3–6, 4–6            |
| Поразка   | 4.   | 19 січня 1998     | Бостад, Швеція               | Тверде (i) | Габріела Хмелінова   | Шарлотте Оґор Майкен Папе                       | 6–7(5), 3–6         |
| Поразка   | 5.   | 12 квітня 1998    | Дубровник, Хорватія          | Ґрунт      | Бланка Кумбарова     | Гелена Вілдова Ева Меліхарова                   | 7–5, 4–6, 4–6       |
| Перемога  | 6.   | 3 травня 1998     | Софія, Болгарія              | Ґрунт      | Ольга Виметалкова    | Теодора Недева Десислава Топалова               | 7–5, 7–6(5)         |
| Перемога  | 7.   | 6 вересня 1998    | Сполето, Італія              | Ґрунт      | Єлена Костанич-Тошич | Мотідзукі Хіроко Такемура Рьоко                 | 6–3, 6–4            |
| Поразка   | 8.   | 27 вересня 1999   | Порту, Португалія            | Ґрунт      | Алісія Ортуньйо      | Лурдес Домінгес Ліно Марія Хосе Мартінес Санчес | 6–3, 2–6, 1–6       |
| Поразка   | 9.   | 1 листопада 1999  | Галл, Велика Британія        | Тверде (i) | Ясмін Вер            | Жулі Пуллен Лорна Вудрофф                       | 4–6, 3–6            |
| Поразка   | 10.  | 27 Narch 2000     | Куарту-Сант'Елена, Італія    | Ґрунт      | Гелена Вілдова       | Светлана Кривенчева Антоанета Пандєрова         | 5–7, 6–7(7)         |
| Поразка   | 11.  | 3 квітня 2000     | Кальярі, Італія              | Ґрунт      | Ясмін Вер            | Лурдес Домінгес Ліно Алісія Ортуньйо            | 5–7, 6–3, 3–6       |
| Перемога  | 12.  | 23 квітня 2000    | Простейов, Чехія             | Ґрунт      | Ясмін Вер            | Гелена Вілдова Магдалена Зденовкова             | 3–6, 6–1, 7–6(10)   |
| Перемога  | 13.  | 30 вересня 2001   | Верона, Італія               | Ґрунт      | Марет Ані            | Лурдес Домінгес Ліно Кончіта Мартінес Гранадос  | 6–7(4), 6–4, 7–6(5) |
| Поразка   | 14.  | 5 лютого 2002     | Мідленд, США                 | Тверде (i) | Марія Гезненге       | Джанет Лі Олена Татаркова                       | 1–6, 3–6            |
| Поразка   | 15.  | 20 жовтня 2002    | Жуе-ле-Тур, Франція          | Тверде (i) | Ясмін Вер            | Валерія Бондаренко Альона Бондаренко            | 6–7(4), 6–4, 3–6    |
| Поразка   | 16.  | 2 лютого 2003     | Рокфорд (Іллінойс), США      | Тверде     | Валентіна Сассі      | Деббі Гак Седа Норландер                        | 5–7, 4–6            |
| Перемога  | 17.  | 7 квітня 2003     | Дінан (Кот-д'Армор), Франція | Ґрунт (i)  | Габріела Хмелінова   | Гульнара Фаттахетдінова Галина Фокіна           | 1–6, 6–2, 6–3       |
| Поразка   | 18.  | 8 грудня 2003     | Острава, Чехія               | Килим (i)  | Івета Бенешова       | Лібуше Прушова Барбора Стрицова                 | 2–6, 4–6            |
| Перемога  | 19.  | 15 грудня 2003    | Валашке Мезиржичі, Чехія     | Тверде (i) | Івета Бенешова       | Марет Ані Лібуше Прушова                        | w/o                 |
| Перемога  | 20.  | 26 липня 2004     | Модена, Італія               | Ґрунт      | Габріела Хмелінова   | Любомира Бачева Ева Бірнерова                   | 6–2, 6–3            |
| Поразка   | 21.  | 13 вересня 2004   | Денен, Франція               | Ґрунт      | Любомира Бачева      | Юліана Федак Анна-Лена Гренефельд               | 6–1, 1–6, 2–6       |
| Перемога  | 22.  | 15 листопада 2004 | Прага, Чехія                 | Тверде (i) | Габріела Хмелінова   | Луціє Градецька Сандра Клейнова                 | 6–3, 6–3            |
| Поразка   | 23.  | 23 листопада 2004 | Пуатьє, Франція              | Тверде (i) | Габріела Хмелінова   | Стефані Коен-Алоро Селіма Сфар                  | 5–7, 4–6            |
| Перемога  | 24.  | 28 червня 2005    | Фано, Італія                 | Ґрунт      | Габріела Хмелінова   | Штефані Гайднер Валентіна Сульпіціо             | 6–2, 6–0            |
| Поразка   | 25.  | 31 січня 2006     | Рокфорд, США                 | Тверде     | Абігейл Спірс        | Марія Фернанда Алвеш Марія Емілія Салерні       | 6–0, 4–6, 2–6       |
| Поразка   | 26.  | 24 лютого 2006    | Сент-Пол, США                | Тверде (i) | Ева Грдінова         | Джулія Дітті Мілагрос Секера                    | 6–4, 6–7(5), 2–6    |
| Перемога  | 27.  | 12 червня 2006    | Загреб, Хорватія             | Ґрунт      | Гана Шромова         | Ольга Виметалкова Луціє Градецька               | w/o                 |
| Поразка   | 28.  | 15 серпня 2006    | Bronx Open, США              | Тверде     | Луціє Градецька      | Джулія Дітті Наталі Грандін                     | 1–6, 6–7(2)         |
| Поразка   | 29.  | 26 вересня 2006   | Б'єлла, Італія               | Тверде     | Луціє Градецька      | Барбора Стрицова Рената Ворачова                | 3–6, 2–6            |
| Поразка   | 30.  | 23 жовтня 2006    | Slovak Open Bratislava       | Тверде (i) | Луціє Градецька      | Аліція Росольська Клаудія Янс-Ігначик           | 1–6, 3–6            |
| Поразка   | 31.  | 3 квітня 2007     | Пелам (Нью-Йорк), США        | Ґрунт      | Гана Шромова         | Карлі Галліксон Ніколь Кріз                     | 2–6, 6–2, 0–6       |
| Перемога  | 32.  | 14 квітня 2007    | Джексон (Міссісіпі), США     | Ґрунт      | Ева Грдінова         | Намігата Дзюнрі Сема Юріка                      | 7–6(5), 7–6(3)      |
| Поразка   | 33.  | 11 червня 2007    | Злін, Чехія                  | Тверде     | Гана Шромова         | Луціє Градецька Рената Ворачова                 | 2–6, 6–2, 4–6       |
| Перемога  | 34.  | 6 серпня 2007     | Гехінген, Німеччина          | Ґрунт      | Катрін Верле-Шеллер  | Дарія Юрак Сандра Мартинович                    | 6–4, 6–4            |
| Перемога  | 35.  | 21 серпня 2007    | Марибор, Словенія            | Ґрунт      | Дарія Юрак           | Ана Йованович Лаура Зігемунд                    | 1–6, 6–4, 6–1       |
| Поразка   | 36.  | 3 грудня 2007     | Пршеров, Чехія               | Тверде (i) | Габріела Хмелінова   | Вероніка Хвойкова Катержина Ванькова            | 6–3, 4–6 [10–12]    |
| Перемога  | 37.  | 6 квітня 2008     | Пелам, США                   | Ґрунт      | Аша Ролле            | Лі Є Ра Тедзука Ремі                            | 7–5, 6–2            |
| Поразка   | 38.  | 13 квітня 2008    | ITF Джексон, США             | Ґрунт      | Крістіна Фусано      | Соледад Есперон Марія Ірігоєн                   | 6–1, 3–6 [6–10]     |
| Перемога  | 39.  | 20 квітня 2008    | ITF Палм-Біч-Гарденс, США    | Ґрунт      | Марія Фернанда Алвеш | Катерина Афіногенова Лорен Албанезе             | 3–6, 6–3, [10–5]    |
| Перемога  | 40.  | 27 квітня 2008    | ITF Дотан, США               | Ґрунт      | Тетяна Лужанська     | Марія Фернанда Алвеш Стефані Дюбуа              | 6–1, 6–3            |
| Перемога  | 41.  | 23 лютого 2009    | Клірвотер Open, США          | Тверде     | Луціє Градецька      | Марія Елена Камерін Яніна Вікмаєр               | w/o                 |
| Перемога  | 42.  | 13 червня 2009    | ITF Щецин, Польща            | Ґрунт      | Ленка Тварошкова     | Крістіна Макгейл Ейжа Мугаммад                  | 6–2, 7–5            |
| Поразка   | 43.  | 13 липня 2009     | ITF Дармштадт, Німеччина     | Ґрунт      | Анастасія Меглінська | Коріна Перковіч Валентіна Штефан                | 5–7, 4–6            |
| Поразка   | 44.  | 11 серпня 2009    | ITF Трнава, Словаччина       | Ґрунт      | Даріна Шеденкова     | Сандра Клеменшиц Владіміра Угліржова            | 4–6, 2–6            |
| Перемога  | 45.  | 2 листопада 2009  | Open Nantes, Франція         | Тверде (i) | Луціє Градецька      | Владіміра Угліржова Рената Ворачова             | 6–4, 6–4            |